# Mallawan
Mallawan es una ciudad y municipio situado en el distrito de Hardoi en el estado de Uttar Pradesh (India). Su población es de 36915 habitantes (2011). Se encuentra a 47 km al sureste de Hardoi, y a 92 km de Lucknow.

## Demografía
Según el censo de 2011 la población de Mallawan era de 36915 habitantes, de los cuales 19404 eran hombres y 17511 eran mujeres. Mallawan tiene una tasa media de alfabetización del 68,71%, superior a la media estatal del 67,68%: la alfabetización masculina es del 76,74%, y la alfabetización femenina del 59,78%.